# Aleksandr Jušin
Aleksandr Jur'evič Jušin (in russo Александр Юрьевич Юшин?; Mosca, 4 aprile 1995) è un calciatore russo, attaccante della Torpedo Mosca.

## Carriera
Ha esordito in Prem'er-Liga il 7 marzo 2022 con l'Ural, in occasione dell'incontro perso 2-1 contro il Krasnodar.

## Statistiche

### Presenze e reti nei club
Statistiche aggiornate al 2 giugno 2022.
| Stagione           | Squadra             | Campionato         | Campionato | Campionato | Coppe nazionali | Coppe nazionali | Coppe nazionali | Coppe continentali | Coppe continentali | Coppe continentali | Altre coppe | Altre coppe | Altre coppe | Totale | Totale |
| Stagione           | Squadra             | Comp               | Pres       | Reti       | Comp            | Pres            | Reti            | Comp               | Pres               | Reti               | Comp        | Pres        | Reti        | Pres   | Reti   |
| ------------------ | ------------------- | ------------------ | ---------- | ---------- | --------------- | --------------- | --------------- | ------------------ | ------------------ | ------------------ | ----------- | ----------- | ----------- | ------ | ------ |
| 2015-gen. 2016     | Ulisses             | BC                 | 6          | 1          | CA              | 1               | 0               |                    | -                  | -                  |             | -           | -           | 7      | 1      |
| 2016               | Belšyna             | VL                 | 21         | 1          | CB              | 1               | 1               |                    | -                  | -                  |             | -           | -           | 22     | 2      |
| feb.-giu. 2018     | Kaluga              | 2D                 | 9          | 3          | CR              | -               | -               |                    | -                  | -                  |             | -           | -           | 9      | 3      |
| 2018-feb. 2019     | Chimik Novomoskovsk | 2D                 | 13         | 2          | CR              | 0               | 0               |                    | -                  | -                  |             | -           | -           | 13     | 2      |
| 2019               | Belšyna             | 1L                 | 27         | 26         | CB+CB           | 1+2             | 0+1             |                    | -                  | -                  |             | -           | -           | 30     | 27     |
| feb.-giu. 2020     | Neftechimik         | 1D                 | 1          | 0          | CR              | -               | -               |                    | -                  | -                  |             | -           | -           | 1      | 0      |
| 2020-2021          | Neftechimik         | 1D                 | 32         | 6          | CR              | 1               | 0               |                    | -                  | -                  |             | -           | -           | 33     | 6      |
| 2021-gen. 2022     | Neftechimik         | 1D                 | 25         | 18         | CR              | 1               | 0               |                    | -                  | -                  |             | -           | -           | 25     | 19     |
| Totale Neftechimik | Totale Neftechimik  | Totale Neftechimik | 58         | 24         |                 | 2               | 0               |                    | -                  | -                  |             | -           | -           | 60     | 24     |
| gen.-giu. 2022     | Ural                | PL                 | 6          | 0          | CR              | -               | -               |                    | -                  | -                  |             | -           | -           | 6      | 0      |
| Totale carriera    | Totale carriera     | Totale carriera    | 140        | 57         |                 | 7               | 2               |                    | -                  | -                  |             | -           | -           | 147    | 59     |

## Palmarès

### Club

#### Competizioni nazionali
- Peršaja Liha: 1

Belšyna: 2019

### Individuale
- Capocannoniere della Peršaja Liha: 1

2019 (26 reti)